# Union interparlementaire
Pour les articles homonymes, voir UIP et IPU.
 (septembre 2023).
L'Union interparlementaire ou UIP (en anglais : Inter-Parliamentary Union ou IPU) est l'organisation mondiale des parlements des États souverains. Créée en 1889, elle est la plus ancienne des institutions internationales à caractère intergouvernemental. 
Désireuse de promouvoir la paix et le principe de l'arbitrage international, elle a jeté les bases de ce qui est aujourd'hui la coopération multilatérale institutionnelle et a plaidé pour la création d'institutions analogues au niveau gouvernemental, qui se sont concrétisées sous la forme de l'Organisation des Nations unies. L'Union a également contribué à la création de ce qui est aujourd'hui la Cour permanente d'arbitrage de La Haye. L'Union œuvre en étroite collaboration avec l'Organisation des Nations unies dont elle partage les objectifs et appuie les efforts. Elle coopère en outre avec les organisations interparlementaires régionales et les organisations internationales, intergouvernementales et non gouvernementales qui s'inspirent des mêmes idéaux.

## Historique

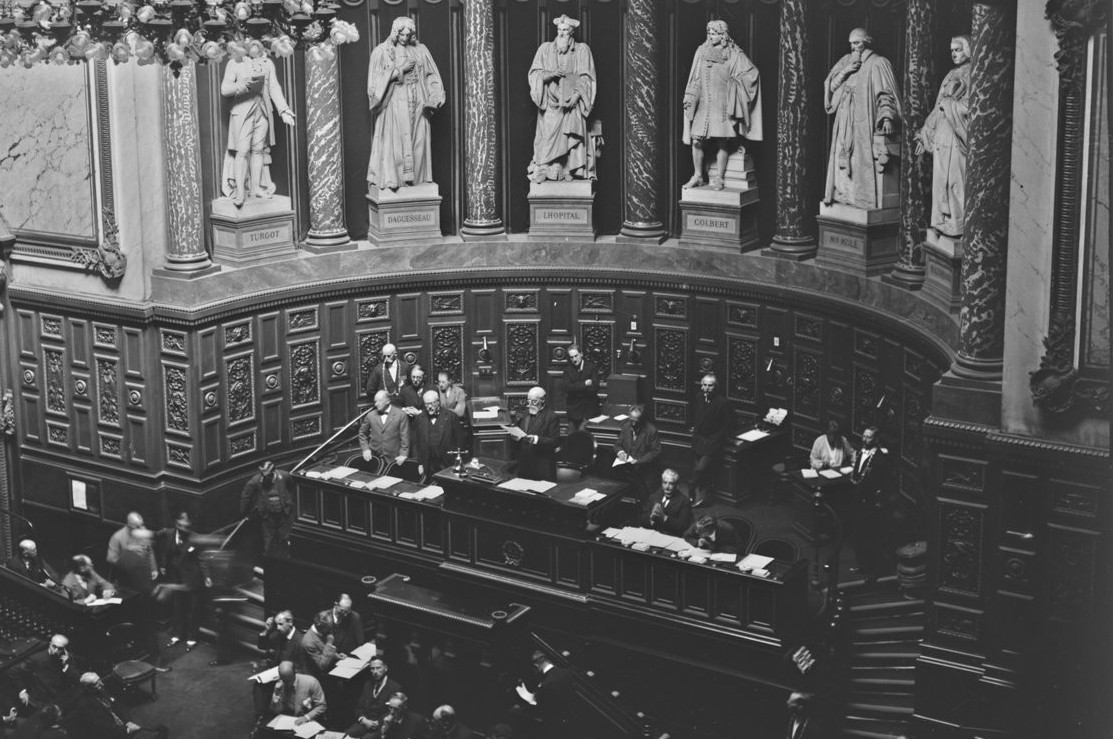
Le président du Sénat français, Paul Doumer, à l'ouverture de la XXIVe conférence interparlementaire (25 août 1927).

La naissance de l'Union interparlementaire se situe dans le contexte des idées pacifistes qui se sont développées au milieu du XIXe siècle. L'opinion refusait la fatalité de la guerre et réclamait la création de mécanismes susceptibles de résoudre les conflits par la négociation, après l'échec des moyens diplomatiques ordinaires.
L'idée de réunir les parlementaires de tous les pays a conquis, entre 1870 et 1890, les pacifistes dans les nations les plus diverses. La création de l'Union interparlementaire apparaît comme la conséquence nécessaire et logique de tous ces faits. En juin 1888, à une époque où le Sénat américain avait adopté la motion de sa commission des affaires étrangères et où la Chambre française avait décidé de prendre en considération la motion de Frédéric Passy, William Randal Cremer écrivit à Passy qu'il tenait pour opportune une rencontre entre députés anglais et députés français, qui auraient à s'entendre sur la question de l'arbitrage et de la paix. 
Le 31 octobre 1888 eut lieu à Paris, au Grand Hôtel, la première réunion parlementaire franco-britannique, que Herbert Gladstone, fils de William Ewart Gladstone, qualifiait, dans une lettre d'excuses et en bon prophète, d' historique. Frédéric Passy ouvrit les débats et fut élu président. On exprima plusieurs fois l'opinion que c'était entre les États-Unis d'Amérique et la France qu'un traité d'arbitrage pourrait être le plus aisément conclu, puisque entre les États-Unis et l'Angleterre il y avait certaines difficultés : l'Irlande, le Canada et les conflits relatifs aux pêcheries. La déclaration préparée fut adoptée à l'unanimité. Il fut décidé que, l'année suivante, une conférence plus large aurait lieu et qu'elle continuerait l'œuvre entamée par la première. À cette conférence prendraient part non seulement des représentants des parlements mentionnés, mais encore des membres et autres parlementaires qui avaient professé des idées analogues. Enfin, il fut entendu qu'un comité serait chargé de préparer l'assemblée de l'année suivante et d'exécuter les décisions prises.
Dans le comité qui devait préparer la Conférence de 1889, Passy était le secrétaire pour la France et Cremer pour l'Angleterre. Après quelques péripéties, la première conférence interparlementaire se tient à l'hôtel Continental à Paris. À côté de cinquante-cinq Français et de vingt-huit Anglais, onze représentants d'autres parlements étaient présents : cinq Italiens et un représentant par pays pour la Belgique, l'Espagne, le Danemark, les États-Unis d'Amérique et le Liberia. Si faible que fût la participation étrangère, elle était cependant suffisante pour donner à la Conférence un caractère international. Au lieu de se laisser décourager, on résolut de faire des Conférences interparlementaires une institution permanente. On peut donc considérer cette décision du 30 juin 1889 comme l'acte de création des Conférences interparlementaires et, par là même, indirectement de l'Union interparlementaire. Le mouvement se développa rapidement et, en 1894, une organisation permanente dotée d'un secrétariat fut constituée sous le nom d'Union interparlementaire. Depuis cette époque et malgré les deux guerres mondiales, l'UIP a poursuivi son œuvre en faveur de la paix et du renforcement des institutions parlementaires.
Le groupe allemand de l'Union interparlementaire est fondé en 1891 par Max Hirsch qui a été l'un des présidents de la Deutsche Friedensgesellschaft. Le groupe tente d'influencer la politique allemande en faveur des valeurs de l'Union tout en gardant une part d'ambiguïté, notamment en ce qui concerne l'armement de l'Allemagne.

## Action
L'UIP a pour objectifs de :  
- favoriser les contacts, la coordination et l'échange d'expériences entre les parlements et les parlementaires de tous pays ;
- examiner les questions d'intérêt international et se prononce à leur sujet en vue de susciter une action des parlements et des parlementaires ;
- contribuer à la défense et à la promotion des droits de l'homme - facteur essentiel de la démocratie parlementaire et du développement durable ;
- contribuer à une meilleure connaissance du fonctionnement des institutions représentatives ainsi qu'au renforcement et au développement de leurs moyens d'action.

Elle s'efforce de rechercher les moyens de régler les différends entre États autrement que par la force. Son succès le plus marquant fut la création de la Cour d'arbitrage de La Haye en 1899. L'UIP a apporté son soutien à la Société des Nations, puis à l'Organisation des Nations unies à laquelle elle est liée par un statut d'observateur. Elle tient des conférences semestrielles dans diverses villes du monde pour débattre des problèmes dont dépend l'avenir de l'humanité. L'UIP se consacre aussi à la promotion des institutions représentatives. À l'instigation de Mme Christine Pintat, secrétaire générale adjointe, une action volontaire pour la promotion des femmes dans la vie politique a été menée et a fait prendre conscience de la sous-représentation féminine dans de nombreux parlements.
Le Comité des droits de l'homme des parlementaires, créé en 1977, a joué un rôle actif en vue de la libération de nombreux parlementaires détenus et a obtenu des éclaircissements sur ceux qui sont disparus.
À deux reprises, l'UIP a réuni les présidents des Parlements du monde lors de conférences qui se sont tenues en 2000 et en 2005 au siège de l'ONU à New York. Des déclarations ont été adoptées et transmises aux chefs d'État et de gouvernement.

## Membres
En 2024, l'Union interparlementaire compte 180 membres et 15 membres associés. Ils étaient 9 à sa fondation, 24 avant la Première Guerre mondiale et 112 au moment de son centenaire. Si l'on compare le nombre de membres de l'ONU (193), on constate qu'il manque 2 pays dont un, Brunei, n'est pas doté d'un parlement. Le Vatican, État souverain qui n'est pas membre de l'ONU et qui ne dispose pas d'un corps législatif élu, n'est pas non plus membre de l'Union interparlementaire. Le principal absent est le Congrès des États-Unis, membre fondateur, qui ne participe plus à ses travaux depuis la fin des années 1980.
- Afghanistan
- Afrique du Sud
- Albanie
- Algérie
- Allemagne
- Andorre
- Angola
- Arabie saoudite
- Argentine
- Arménie
- Australie
- Autriche
- Azerbaïdjan
- Bahamas
- Bahreïn
- Bangladesh
- Belgique
- Bénin
- Biélorussie
- Bhoutan
- Birmanie
- Bolivie
- Bosnie-Herzégovine
- Botswana
- Brésil
- Bulgarie
- Burkina Faso
- Burundi
- Cambodge
- Cameroun
- Canada
- Cap-Vert
- République centrafricaine
- Chili
- Chine
- Chypre
- Colombie
- Comores
- Corée du Nord
- Corée du Sud
- Costa Rica
- Côte d'Ivoire
- Croatie
- Cuba
- Danemark
- Djibouti
- Égypte
- Émirats arabes unis
- Équateur
- Espagne
- Estonie
- Éthiopie
- Fidji
- Finlande
- France
- Gabon
- Gambie
- Géorgie
- Ghana
- Grèce
- Guatemala
- Guinée
- Guinée-Bissau
- Guinée équatoriale
- Guyana
- Haïti
- Honduras
- Hongrie
- Îles Marshall
- Inde
- Indonésie
- Iran
- Irak
- Irlande
- Islande
- Israël
- Italie
- Japon
- Jordanie
- Kazakhstan
- Kenya
- Kirghizistan
- Koweït
- Laos
- Lesotho
- Lettonie
- Liban
- Libye
- Liechtenstein
- Lituanie
- Luxembourg
- Macédoine du Nord
- Madagascar
- Malaisie
- Malawi
- Maldives
- Mali
- Malte
- Maroc
- Maurice
- Mauritanie
- Mexique
- États fédérés de Micronésie
- Moldavie
- Monaco
- Mongolie
- Monténégro
- Mozambique
- Namibie
- Népal
- Nicaragua
- Niger
- Nigeria
- Norvège
- Nouvelle-Zélande
- Oman
- Ouzbékistan
- Ouganda
- Pakistan
- Palaos
- Palestine
- Panama
- Papouasie-Nouvelle-Guinée
- Paraguay
- Pays-Bas
- Pérou
- Philippines
- Pologne
- Portugal
- Qatar
- République du Congo
- République démocratique du Congo
- République dominicaine
- République tchèque
- Roumanie
- Royaume-Uni
- Russie
- Rwanda
- Sainte-Lucie
- Saint-Marin
- Saint-Vincent-et-les-Grenadines
- Salvador
- Samoa
- Sao Tomé-et-Principe
- Sénégal
- Serbie
- Seychelles
- Sierra Leone
- Singapour
- Slovaquie
- Slovénie
- Somalie
- Soudan
- Soudan du Sud
- Sri Lanka
- Suède
- Suisse
- Suriname
- Eswatini
- Syrie
- Tadjikistan
- Tanzanie
- Tchad
- Thaïlande
- Timor oriental
- Togo
- Tonga
- Trinité-et-Tobago
- Tunisie
- Turkménistan
- Turquie
- Tuvalu
- Ukraine
- Uruguay
- Vanuatu
- Venezuela
- Vietnam
- Yémen
- Zambie
- Zimbabwe

### Membres associés
- Assemblée législative est-africaine
- Assemblée parlementaire du Conseil de l'Europe
- Assemblée parlementaire de la Francophonie
- Assemblée parlementaire de l'Organisation de coopération économique de la mer Noire
- Comité interparlementaire de l'Union économique et monétaire ouest-africaine
- Parlement andin
- Parlement arabe
- Parlement centraméricain
- Parlement de la Communauté économique des États de l'Afrique de l'Ouest
- Parlement de la Communauté économique et monétaire de l'Afrique centrale
- Parlement européen
- Parlement latino-américain
- Assemblée interparlementaire de la Communauté des États indépendants
- Parlement du Mercosur
- Parlement panafricain

## Organisation
L'Union interparlementaire est financée en premier lieu par ses membres avec des fonds publics. Son budget pour 2007 s'élève à 17,4 millions de francs suisses, parmi lesquels des contributions volontaires. 

### Siège
L'Union a été fondée à Paris en 1889. Durant les premières années de l'existence de l'institution, son siège a changé à trois reprises :
- 1892 - 1911 : Berne (Suisse)
- 1911 - 1914 : Bruxelles (Belgique)
- 1914 - 1920 : Oslo (Norvège)

Depuis 1921, le siège de l'Union est à Genève (Suisse), mais il s'est situé à cinq endroits différents dans la ville. Depuis le 1er janvier 2003, il se trouve à la Maison des Parlements au Grand-Saconnex.

### Conférences
Ces conférences se sont tenues selon des périodicités différentes, annuelles puis bisannuelles (printemps/automne). À partir de 2004, la conférence d'automne se tient en Suisse avec un programme et une durée moins longue que celle de printemps, sauf exceptions.
- 1re  Paris 1889
- 2e  Londres 1890
- 3e  Rome 1891
- 4e  Berne 1892
- 5e  La Haye 1894
- 6e  Bruxelles 1895
- 7e  Budapest 1896
- 8e  Bruxelles 1897
- 9e  Christiania 1899
- 10e  Paris 1900
- 11e  Vienne 1903
- 12e  Saint-Louis 1904
- 13e  Bruxelles 1905
- 14e  Londres 1906
- 15e  Berlin 1908
- 16e  Bruxelles 1910
- 17e  Genève 1912
- 18e  La Haye 1913
- 19e  Stockholm 1921
- 20e  Vienne 1922
- 21e  Copenhague 1923
- 22e  Berne 1924
- 23e  Washington et 
  -  Ottawa 1925
- 24e  Paris 1927
- 25e  Berlin 1928
- 26e  Londres 1930
- 27e  Bucarest 1931
- 28e  Genève 1932
- 29e  Madrid 1933
- 30e  Istanbul 1934
- 31e  Bruxelles 1935
- 32e  Budapest 1936
- 33e  Paris 1937
- 34e  La Haye 1938
- 35e  Oslo 1939
- 36e  Le Caire 1947
- 37e  Rome 1948
- 38e  Stockholm 1949
- 39e  Dublin 1950
- 40e  Istanbul 1951
- 41e  Berne 1952
- 42e  Washington 1953
- 43e  Vienne 1954
- 44e  Helsinki 1955
- 45e  Bangkok 1956
- 46e  Londres 1957
- 47e  Rio de Janeiro 1958
- 48e  Varsovie 1959
- 49e  Tokyo 1960
- 50e  Bruxelles 1961
- 51e  Brasilia 1962
- 52e  Belgrade 1963
- 53e  Copenhague 1964
- 54e  Ottawa 1965
- 55e  Téhéran 1966
- 56e  Lima 1968
- 57e  New Delhi 1969
- 58e  La Haye 1970
- 59e  Paris 1971
- 60e  Rome 1972
- 61e  Tokyo 1974
- 62e  Londres 1975
- 63e  Madrid 1976
- 64e  Sofia 1977
- 65e  Bonn 1978
- 66e  Caracas 1979
- 67e  Berlin 1980
- 68e  La Havane 1981
- 69e  Rome 1982
- 70e  Séoul 1983
- 71e  Genève 1984
- 72e  Genève 1984
- 73e  Lomé 1985
- 74e  Ottawa 1985
- 75e  Mexico 1986
- 76e  Buenos Aires 1986
- 77e  Managua 1987
- 78e  Bangkok 1987
- 79e  Guatemala 1988
- 80e  Sofia 1988
- 81e  Budapest 1989
- 82e  Londres 1989
- 83e  Nicosie 1990
- 84e  Punta del Este 1990
- 85e  Pyongyang 1991
- 86e  Santiago 1991
- 87e  Yaoundé 1992
- 88e  Stockholm 1992
- 89e  New Delhi 1993
- 90e  Canberra 1993
- 91e  Paris 1994
- 92e  Copenhague 1994
- 93e  Madrid 1995
- 94e  Bucarest 1995
- 95e  Istanbul 1996
- 96e  Pékin 1996
- 97e  Séoul 1997
- 98e  Le Caire 1997
- 99e  Windhoek 1998
- 100e  Moscou 1998
- 101e  Bruxelles 1999
- 102e  Berlin 1999
- 103e  Amman 2000
- 104e  Jakarta 2000
- 105e  La Havane 2001
- 106e  Ouagadougou 2001
- 107e Marrakech 2002
- 108e  Santiago 2003
- 109e  Genève 2003
- 110e  Mexico 2004
- 111e  Genève 2004
- 112e  Manille 2005
- 113e  Genève 2005
- 114e  Nairobi 2006
- 115e  Genève 2006
- 116e  Nusa Dua 2007
- 117e  Genève 2007
- 118e  Le Cap 2008
- 119e  Genève 2008
- 120e  Addis-Abeba 2009
- 121e  Genève 2009
- 122e  Bangkok 2010
- 123e  Genève 2010
- 124e  Panama 2011
- 125e  Berne 2011
- 126e  Kampala 2012
- 127e  Québec 2012
- 128e  Quito 2013
- 129e  Genève 2013
- 130e  Genève 2014
- 131e  Genève 2014
- 132e  Hanoï 2015
- 133e  Genève 2015
- 134e  Lusaka 2016
- 135e  Genève 2016
- 136e  Dacca 2017
- 137e  Saint-Pétersbourg 2017
- 138e  Genève 2018
- 139e  Genève 2018
- 140e  Doha 2019
- 141e  Belgrade 2019
- 142e Virtuel 2020
- 143e  Madrid 2021
- 144e  Nusa Dua 2022
- 145e  Kigali 2022
- 146e  Manama 2023
- 147e  Luanda 2023
- 148e  Genève 2024
- 149e  Genève 2024
- 150e  Tachkent 2025
- 151e  Genève 2025

### Présidents
| Président                                  | Années         | Pays                            |
| ------------------------------------------ | -------------- | ------------------------------- |
| Tulia Ackson                               | 2023 - présent | Tanzanie                        |
| Duarte Pacheco                             | 2020 - 2023    | Portugal                        |
| Gabriela Cuevas Barron                     | 2017 - 2020    | Mexique                         |
| Saber Hossain Chowdhury                    | 2014 - 2017    | Bangladesh                      |
| Abdelwahed Radi                            | 2011 - 2014    | Maroc                           |
| Theo-Ben Gurirab                           | 2008 - 2011    | Namibie                         |
| Pier Ferdinando Casini                     | 2005 - 2008    | Italie                          |
| Sergio Paez                                | 2002 -2005     | Chili                           |
| Najma Heptualla                            | 1999 - 2002    | Inde                            |
| Miguel Angel Martinez                      | 1997 - 1999    | Espagne                         |
| Ahmed Fathy Sorour                         | 1994 - 1997    | Égypte                          |
| Michael Marshall                           | 1991 - 1994    | Royaume-Uni                     |
| Daouda Sow                                 | 1988 - 1991    | Sénégal                         |
| Hans Stercken                              | 1985 - 1988    | République fédérale d'Allemagne |
| John Page                                  | 1985           | Royaume-Uni                     |
| Izz El Din el Sayed                        | 1983 - 1985    | Soudan                          |
| Emile Cuvelier                             | 1983           | Belgique                        |
| Johannes Virolainen                        | 1982 - 1983    | Finlande                        |
| Rafael Caldera                             | 1979 - 1982    | Venezuela                       |
| Thomas Williams                            | 1976 - 1979    | Royaume-Uni                     |
| Gurdial Singh Dhillon                      | 1973 - 1976    | Inde                            |
| André Chandernagor                         | 1968 - 1973    | France                          |
| Abderrahman Abdennebi                      | 1967 - 1968    | Tunisie                         |
| Pascoal Ranieri Mazzilli                   | 1962 - 1967    | Brésil                          |
| Giuseppe Codacci-Pisanelli                 | 1957 - 1962    | Italie                          |
| Viscount Stansgate (William Wedgwood Benn) | 1947 - 1957    | Royaume-Uni                     |
| Henry Carton de Wiart                      | 1934 - 1947    | Belgique                        |
| Fernand Bouisson                           | 1928 - 1934    | France                          |
| Theodor Adelsward                          | 1922 - 1928    | Suède                           |
| Lord Weardale (Philippe Stanhope)          | 1912 - 1922    | Royaume-Uni                     |
| Auguste Beernaert                          | 1909 - 1912    | Belgique                        |

### Secrétaires généraux
- 1892-1909 :  Albert Gobat, prix Nobel de la paix en 1902
- 1909-1933 :  Christian Lous Lange, Prix Nobel de la paix en 1921
- 1933-1953 :  Léopold Boissier
- 1953-1970 :  André de Blonay
- 1970-1986 :  Pio-Carlo Terenzio
- 1987-1998 :  Pierre Cornillon
- 1998-2014 :  Anders Johnsson
- Depuis 2014 :  Martin Chungong